# Sthenocephalus indicus
Sthenocephalus indicus is een slangster uit de familie Euryalidae.
De wetenschappelijke naam van de soort werd in 1898 gepubliceerd door René Koehler.